# Chamaedorea graminifolia
Chamaedorea graminifolia là loài thực vật có hoa thuộc họ Arecaceae. Loài này được H.Wendl. mô tả khoa học đầu tiên năm 1854.